# Gia tộc Kiyohara
Gia tộc Kiyohara (清原氏 (Thanh Nguyên thị) Kiyohara-shi)  là một gia tộc hùng mạnh thuộc vùng Tohoku của Nhật Bản trong thời kỳ Heian, được thành lập bởi Hoàng tử Toneri, con trai của Thiên hoàng Tenmu (631–686).
Kiyohara no Fusanori (sống ở thế kỷ thứ 9) có hai người con trai: con trai lớn là tổ tiên của nhánh samurai thuộc tỉnh Dewa; người con thứ của ông lập ra nhánh kuge (Công gia) của gia tộc.
Chức vụ Thống đốc tỉnh Dewa được truyền qua các thành viên trong dòng họ; nhà Kiyohara còn được biết đến với sự can thiệp của họ vào Zenkunen và trận chiến Gosannen  vào thế kỷ 11.
Khi trận chiến Zenkunen (前九年合戦 Zenkunen kassen)  nổ ra vào năm 1051, Minamoto no Yoriyoshi và con trai của ông là Yoshiie đã khởi hành từ Kyoto đến phía bắc với tư cách là quần thần triều đình nhằm mục đích chấm dứt xung đột giữa Thống đốc tỉnh Mutsu (giáp với tỉnh Dewa thuộc nhà Kiyohara) và Trấn thủ phủ tướng quân Abe no Yoritoki. Thống đốc Kiyohara của tỉnh Dewa đã ủng hộ mọi nỗ lực của tộc Minamoto, và hỗ trợ binh lính giúp họ chiến thắng gia tộc Abe vào năm 1063.
Gia tộc Kiyohara sau đó đã được trao quyền tiếp quản tỉnh Mutsu cùng Dewa. Sau đó, những cuộc tranh cãi và mâu thuẫn nảy sinh trong gia tộc vì những xung đột lợi ích thu được từ các cuộc hôn nhân với các gia tộc chiến binh khác trong vòng hai mươi năm. Những người đứng đầu các nhánh trong gia tộc là Kiyohara no Masahira, Iehira và Narihira, đã mâu thuẫn gay gắt với nhau đến nỗi Minamoto no Yoshiie cảm thấy cần phải can thiệp vào chuyện này. Vào năm 1083, sau khi được phong làm Thống đốc của Mutsu, ông đã đến phía bắc để cố gắng giải quyết tình hình một cách hòa bình; song cuối cùng, ông ta buộc phải dùng vũ lực để giải quyết bằng việc tập hợp quân đội của riêng mình. Sau nhiều cuộc chiến, xung đột đã được hóa giải; Iehira và chú của ông là Kiyohara no Takahira đã bị giết, các thủ lĩnh tộc Kiyohara khác giơ tay xin hàng. Quyền nắm giữ và kiểm soát của Dewa và Mutsu sau đó được chuyển giao cho Fujiwara no Kiyohira, một đồng minh của Yoshiie.
Nhánh họ kuge của gia tộc tiếp tục duy trì di sản học thuật của dòng họ, từ đó sản sinh ra các nhà văn, học giả, nhà thơ và nghệ sĩ. Con cháu của họ đã kế thừa xuất sắc chức danh daigeki. Kiyohara no Yorinari (1122–1189), con trai của Daigeki Kiyohara no Suketada, là thống đốc của tỉnh Etchū và tinh thông về luật pháp, văn học và lịch sử. Dinh thự ở Kyoto của gia tộc cùng với tất cả các cuốn sách và cuộn giấy bên trong đã bị phá hủy trong Chiến tranh Ōnin vào cuối thế kỷ 15.

## Nhân vật đáng chú ý
- Kiyohara no Fukayabu
- Kiyohara no Motosuke
- Sei Shōnagon - con gái của Motosuke, một trong những nhà thơ nữ nổi tiếng nhất trong lịch sử Nhật Bản
- Kiyohara no Natsuno - luật gia của thế kỷ thứ 9
- Kiyohara no Takahira
- Kiyohara no Iehira
- Kiyohara no Masahira
- Kiyohara no Narihira